# جولیت گولیا
جولیت گولیا (انگلیسی: Juliette Goglia؛ زادهٔ ۲۲ سپتامبر ۱۹۹۵) بازیگر اهل ایالات متحده آمریکا است.
از فیلم‌ها یا برنامه‌های تلویزیونی که وی در آن نقش داشته‌است، می‌توان به ورونیکا مارس، سی‌اس‌آی، هانا مونتانا، کدبانوهای وامانده، دو مرد و نصفی، درمانگاه خصوصی، گارفیلد، مثل آب خوردن و دوجینش ارزان‌تر است ۲ اشاره کرد.